# Rejon szumierliński
Rejon szumierliński (ros. Шу́мерлинский райо́н, czuw. Çĕмĕрле районӗ) – rejon w należącej do Rosji autonomicznej republice Czuwaszji.
Rejon leży w zachodniej części kraju, jego ośrodkiem administracyjnym jest miasto Szumerla. Według danych na rok 2010 rejon zamieszkiwało 10 765 osób, a gęstość zaludnienia wyniosła 10 os./km2.

## Geografia
Rejon szumierliński graniczy z rejonami alikowskim i krasnoczetajskim na północy, burnarskim na wschodzie, ibriesińskim i porieckim na południu oraz z pilnińskim (obwód niżnonowogrodzki) na zachodzie.
Powierzchnia rejonu wynosi 1047 km2.

## Galeria

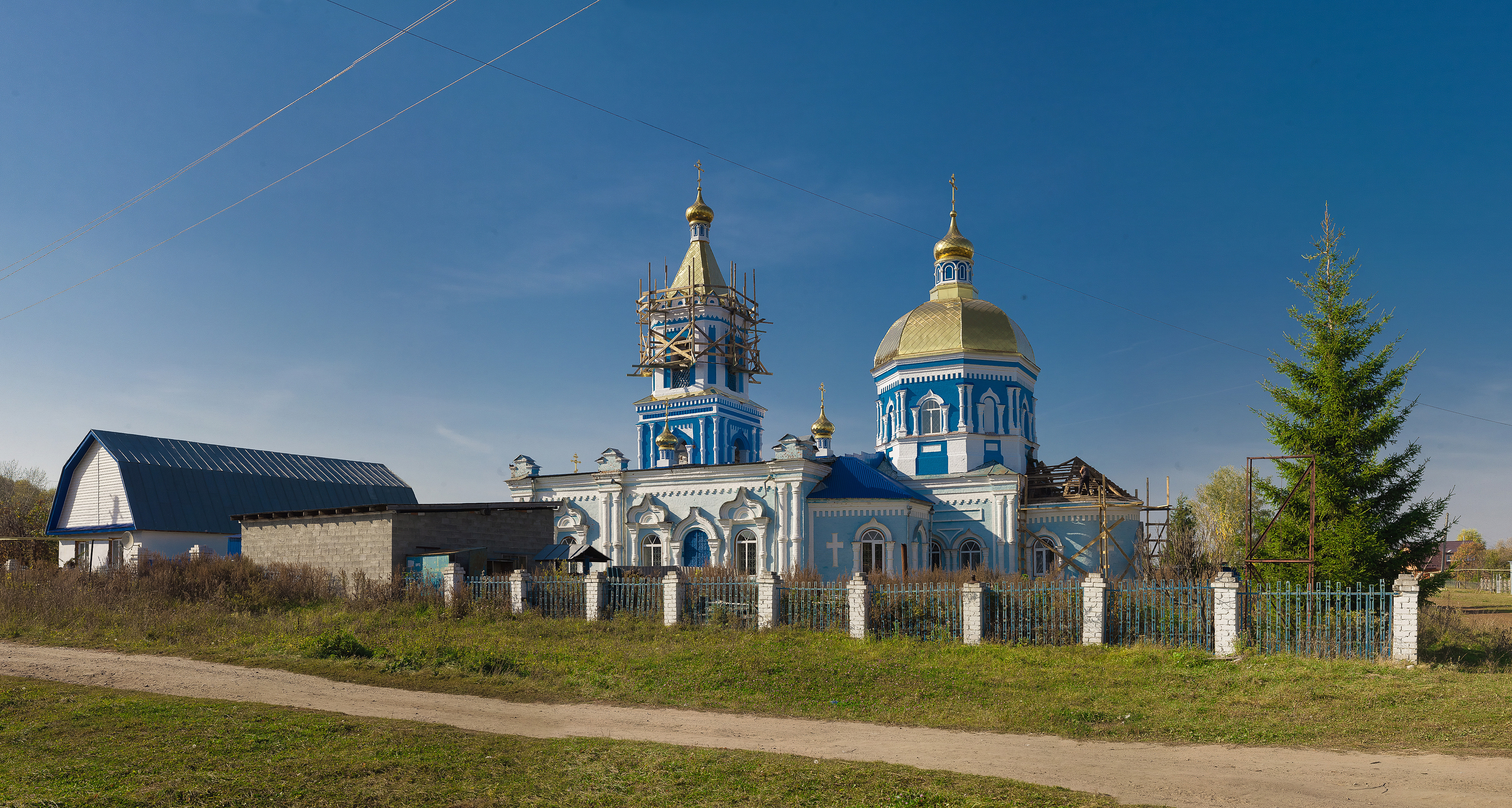
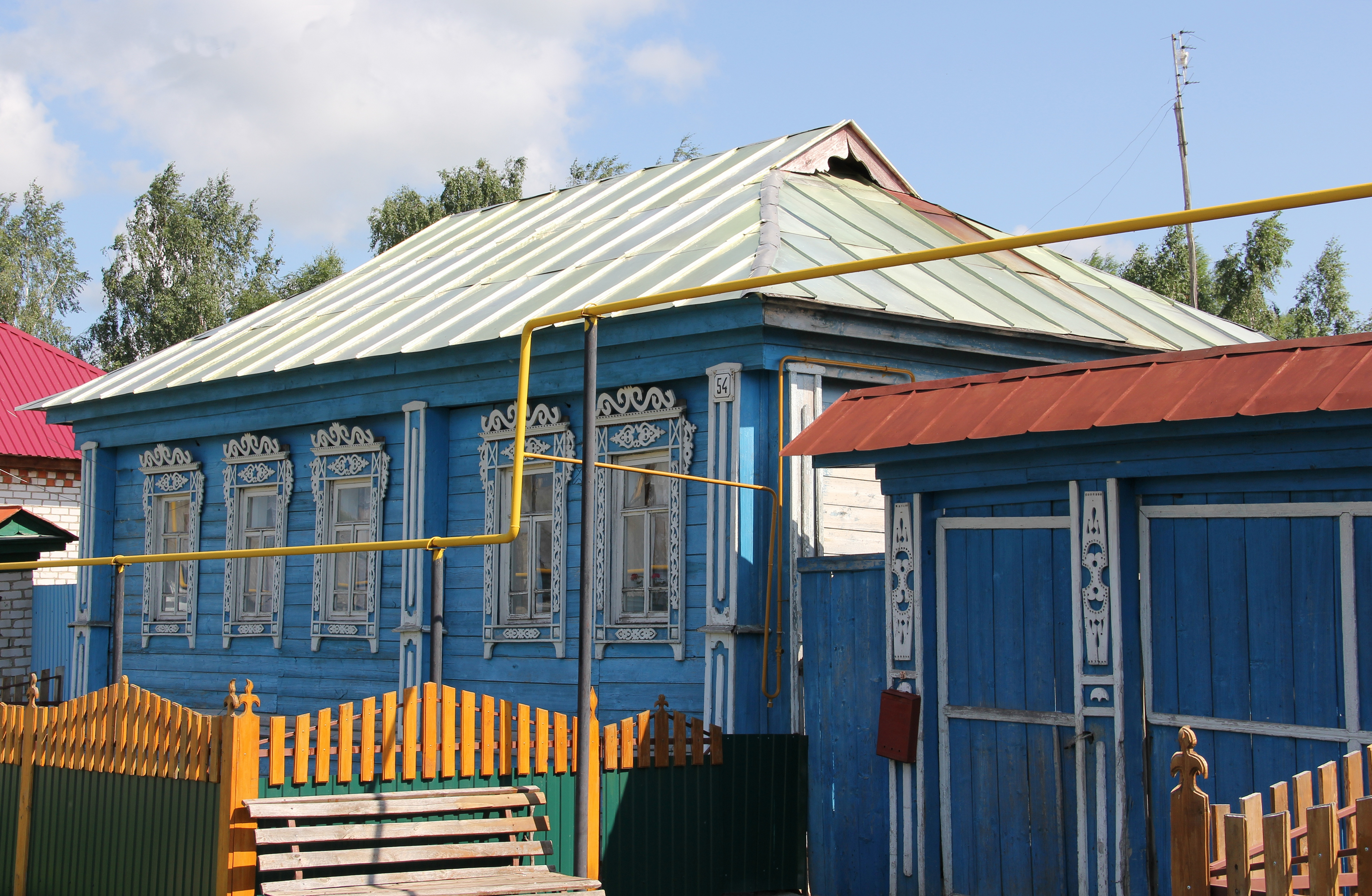
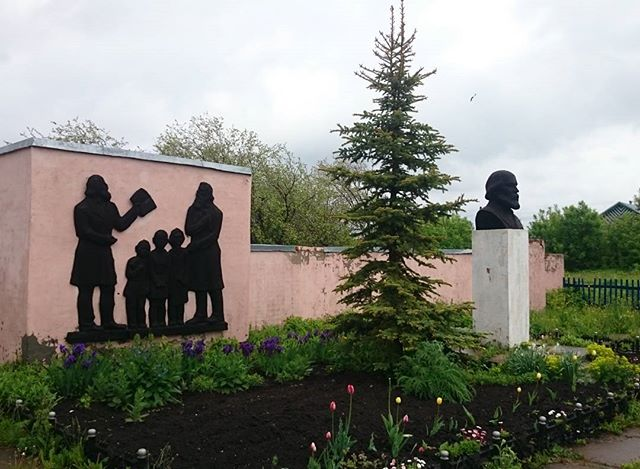
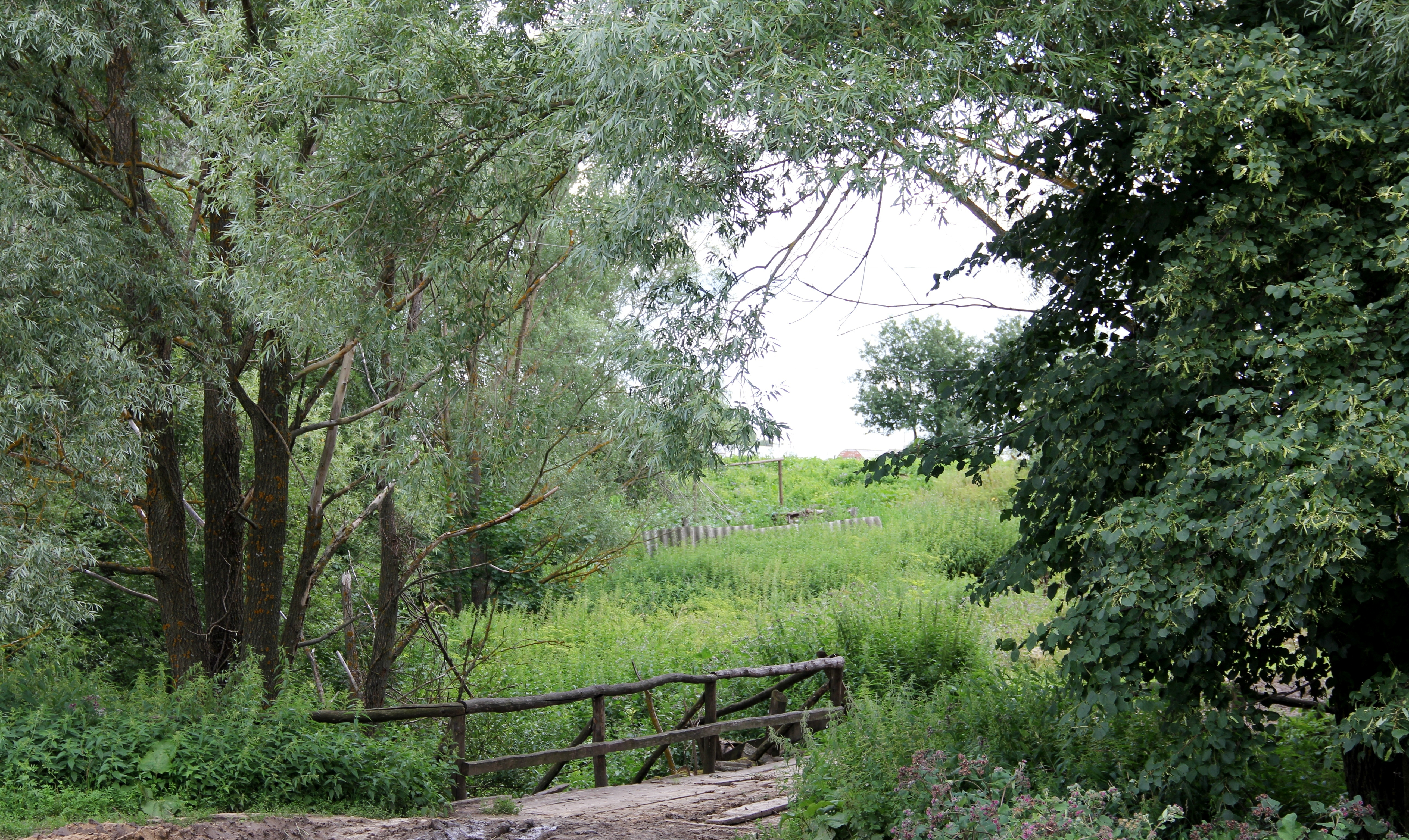